# 黄浦区图书馆
31°14′02″N 121°28′27″E / 31.23396°N 121.47421°E
黄浦区图书馆位于上海市黄浦区福州路655号，是国家一级图书馆。

## 概况
图书馆建筑面积一万余平米，设计藏书量50万册（非实际藏书量）。馆内设有报刊特藏部、图书流通一部、二部、特色文献部、社区辅导部、东方展示厅、黄浦区少年儿童图书馆、黄浦区读者学校、特色文献部等。